# Andy Turner (arbitre)
Pour les articles homonymes, voir Andy Turner et Turner.
Daniel Andrew (Andy) Turner, né le 25 décembre 1963 à Pretoria (Afrique du Sud), est un arbitre international sud-africain de rugby à XV. 

## Carrière
Il a débuté en 1992. Il a arbitré son premier test match le 16 juin 2001, il s'agissait d'un match opposant les États-Unis à l'Angleterre. 
Andy Turner a arbitré notamment de nombreux matchs de Super 12 et un match du Tournoi des Six Nations (au 30-07-06).

## Palmarès
- 8 matchs internationaux (au 30 juillet 2006)